# Bertius
Bertius is een geslacht van rechtvleugeligen uit de familie sabelsprinkhanen (Tettigoniidae). De wetenschappelijke naam van dit geslacht is voor het eerst geldig gepubliceerd in 1974 door Piza.

## Soorten
Het geslacht Bertius  is monotypisch en omvat slechts de volgende soort:
- Bertius margaritatus (Piza, 1974)